# Caibaté
Caibaté là một đô thị thuộc bang Rio Grande do Sul, Brasil. Đô thị này có diện tích 258,94 km², dân số năm 2007 là 5080 người, mật độ 19,62 người/km².